# Шкуновська сільська рада
Шкуно́вська сільська рада (рос. Шкуновский сельский совет) — сільське поселення у складі Акбулацького району Оренбурзької області Росії.
Адміністративний центр — селище Шкуновка.

## Населення
Населення — 696 осіб (2019; 839 в 2010, 1084 у 2002).

## Склад
До складу сільської ради входять:
| Населений пункт  | Населення, осіб (2002) | Населення, осіб (2010) |
| ---------------- | ---------------------- | ---------------------- |
| Андрієвка, село  | 138                    | 68                     |
| Шкуновка, селище | 946                    | 771                    |